# Xerente
Die Xerente (auch Sherenté oder Cherente genannt), Eigenbezeichnung Akwê, sind ein indigener Volksstamm, der im brasilianischen Regenwald im Bundesstaat Tocantins zwischen dem Rio do Sono und Rio Tocantins siedelt. Den Xerente gehörten 1552 Personen an (Stand: 2002), die in 30 Dörfern leben. Ihr Reservat hat eine Fläche von 183.542 Hektar. Die Zahl der Stammesangehörigen wurde 2014 laut Siasi/Sesai mit 3509 Personen angegeben.
Die Sprache der Xerente gehört zusammen mit dem Xavante und dem Xakriabá der Acua-Sprachgruppe in die Gê-Sprachfamilie.
Das Volk gehörte ursprünglich dem Stamm der Timbira an, die früher in der Gegend des heutigen Bundesstaates Maranhão zuhause war. Durch ständige Kämpfe wurden die Untergruppen Xerente, Xavante, Krahô und Apinajé jedoch auseinandergerissen. Die neuen Gruppierungen zogen sich in unzugänglichere Gebiete zurück und verteidigten diese über Jahrzehnte gegen alle weißen Eindringlinge.